# Virpi Kuitunen
Virpi Katriina Kuitunen, finska smučarska tekačica, * 20. maj 1976, Kangasniemi, Finska.
Kuitunenova je ena najboljših smučarskih tekačic zadnjega obdobja, ki pa je leta 2001 dobila dvoletno prepoved nastopanja zaradi dopinga. Do 8. marca 2008 je v svetovnem pokalu osvojila 17. prvih mest. Na svetovnem prvenstvu leta 2007 v Japonskem Saporu je osvojila tri prva mesta (30 km-klasično, skupinski šprint, štafeta) in eno tretje mesto (šprint). Udeležila se je tudi Zimske olimpijade v Torinu kjer je s štafeto 4x5 km osvojila tretje mesto.